# Reynvaania spinatus
Reynvaania spinatus är en insektsart som beskrevs av Hu och Li 1993. Reynvaania spinatus ingår i släktet Reynvaania och familjen eksköldlöss. Inga underarter finns listade i Catalogue of Life.